# Renzo Pecchenino
Renzo Antonio Giovanni Pecchenino Raggi (Ottone, Italia, 29 de mayo de 1934 - Viña del Mar, Chile, 7 de febrero de 1988), más conocido con su seudónimo de Lukas, fue un dibujante y caricaturista italiano nacionalizado chileno, cuya reconocida obra fue retratar en viñetas de caricaturas, las costumbres, la contingencia política, además de la historia de Valparaíso entre los siglos XIX y XX.

## Biografía
Pecchenino llegó con un poco más de un año de edad a Chile junto a sus padres, estableciéndose en el puerto de Valparaíso. Allí estudio arquitectura en la Universidad Católica de Valparaíso, carrera que dejó producto de la muerte de su padre, para luego dedicarse al dibujo y en especial a las caricaturas.
En 1958 ingresó a trabajar como caricaturista en el periódico La Unión de Valparaíso, en donde comenzó a utilizar el seudónimo de LUKAS.
En abril de 1964 contrajo matrimonio con María Teresa Lobos Koyck, con la cual tuvo cinco hijos: Giulio, Antonella, Daniella, Renzo y Franco.
En 1966 comenzó a dibujar para El Mercurio de Valparaíso, para luego pasar al El Mercurio y La Segunda de Santiago. Realizó trabajos para publicaciones nacionales y extranjeras, para Correos de Chile, y haciendo trabajos para publicidad y televisión. En 1967, creó a su personaje más conocido, Don Memorario, apareciendo en las páginas de El Mercurio donde comentaba el acontecer nacional. También fue brevemente director de la revista Mampato.
En 1981 recibió el Premio Nacional de Periodismo, y el 1 de abril de 1987 la nacionalidad chilena por gracia. Falleció al año siguiente a consecuencia de un cáncer.

## Lukas y los bomberos de Valparaíso
Lukas reflejó en sus cómics su admiración por los voluntarios del Cuerpo de Bomberos de Valparaíso. Fue amigo de la  Primera Compañía Bomba Americana y de la Sexta Compañía Cristoforo Colombo. El vídeo Lukas y los bomberos de Valparaíso recoge algunos de sus dibujos que relaciona la ciudad con los voluntarios y la historia de Valparaíso, así como algunas de las fotografías que dieron origen a sus viñetas y utiliza sus libros Apuntes porteños y Valparaíso histórico.

## Ideología política
Tras el golpe de Estado del 11 de septiembre de 1973, Lukas fue designado como representante del municipio de Valparaíso en la junta de administración de la Corporación Municipal de Valparaíso (Cormuval).
Durante el período de la dictadura militar el historietista realizó dibujos que apoyaban el régimen de Augusto Pinochet. Así, el 7 de noviembre de 1974 publicó una caricatura en El Mercurio en el que se burlaba de que el cuerpo sin vida de la militante del MIR Lumi Videla hubiera terminado en los patios de la embajada de Italia. Existen críticas a su obra de índole política: la expresidenta del Colegio de Periodistas de Chile, Javiera Olivares, lo considera —mediante declaraciones hechas al medio El Desconcierto en 2014— como un cómplice pasivo de los excesos de la dictadura.

## Fundación, museo y plazoleta

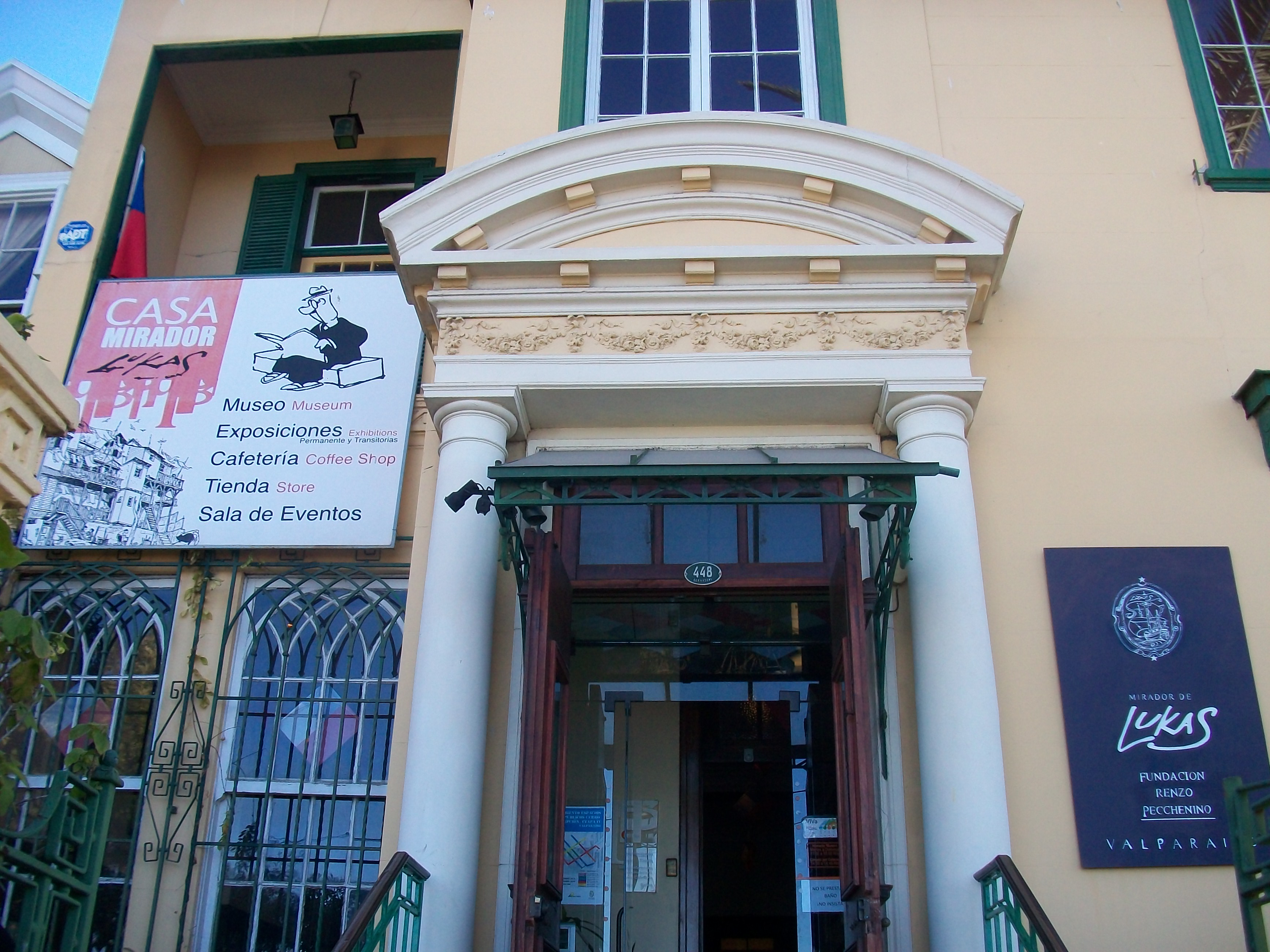
Casa Mirador Lukas, en el cerro Concepción de Valparaíso

Tras la muerte de Lukas, su viuda, María Teresa Lobos, creó el 15 de mayo de 1989 la Fundación Renzo Pecchenino, encargada de recopilar, proteger y difundir su obra. En el cerro Concepción de Valparaíso se instaló la Casa Mirador Lukas (paseo Gervasoni 448), que funciona como un museo de su obra, y el 31 de mayo de 2014 se inauguró, en el vecino cerro Alegre, a la salida de la estación superior del ascensor Reina Victoria, la plazoleta Lukas. Ubicada al comienzo del paseo Dimalow, este espacio es un homenaje al caricaturista y particularmente a su Bestiario del Reyno de Chile, libro de dibujos que publicó en 1972. Los encargados de plasmar en murales los personajes de la sociedad chilena, desde que son cabros (niños en la jerga de ese país) hasta que se han convertido en gallos (hombres adultos) fueron los grafiteros Unkolordistinto, dúo compuesto por Cynthia Aguilera (Cines) y Sammy Espinoza (Jekse, Jehkse).

## Galería

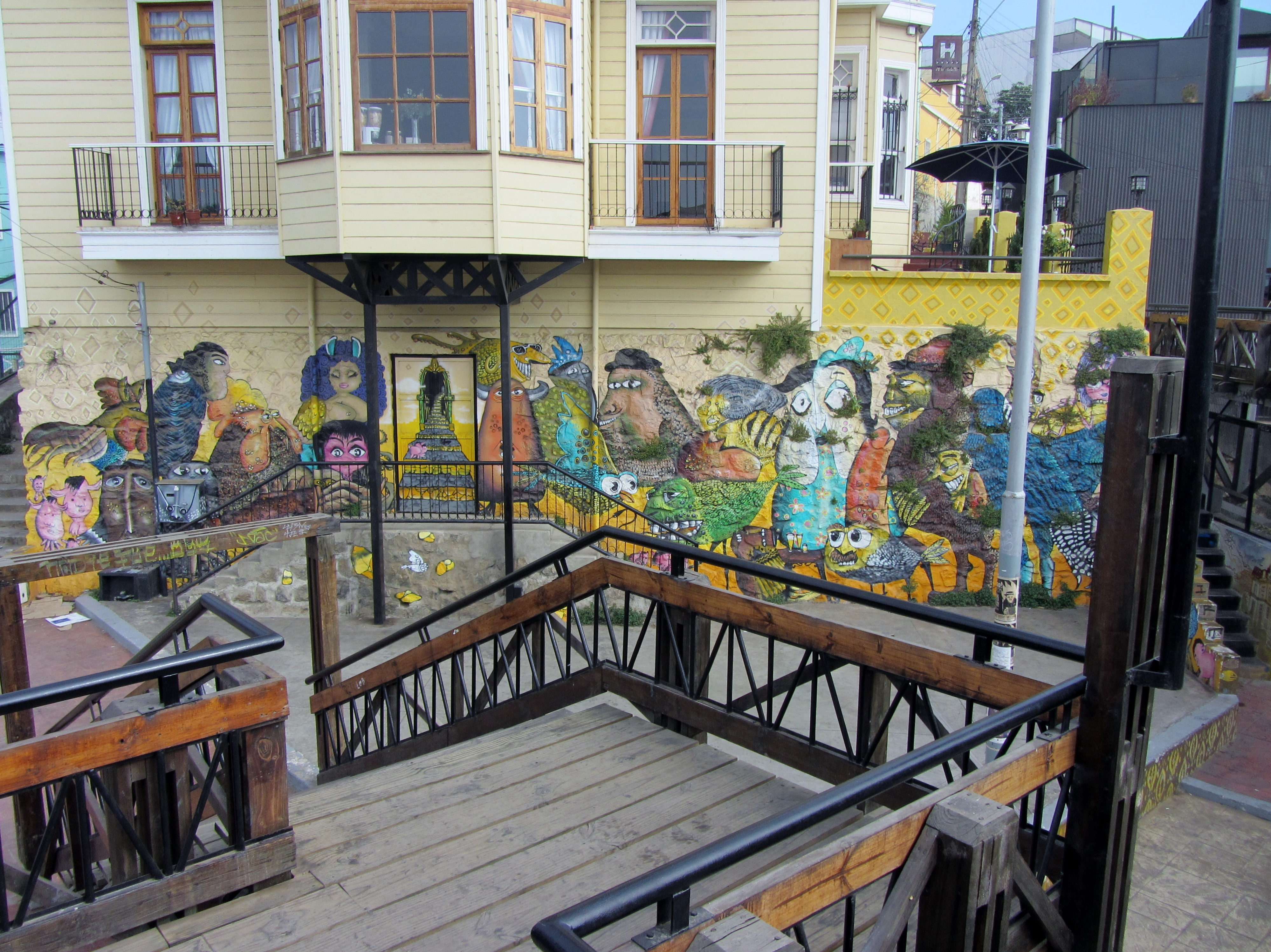
La gallada
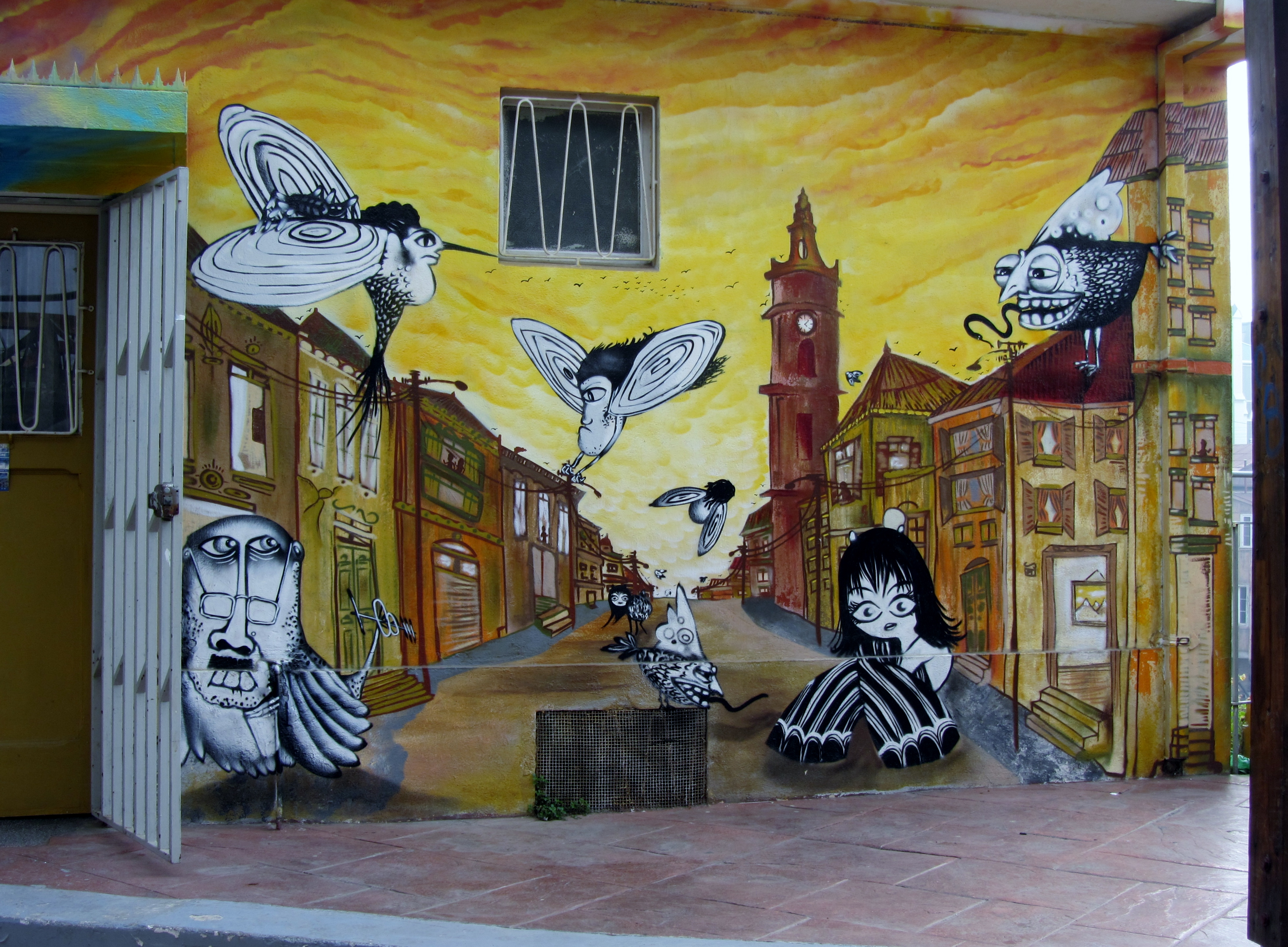
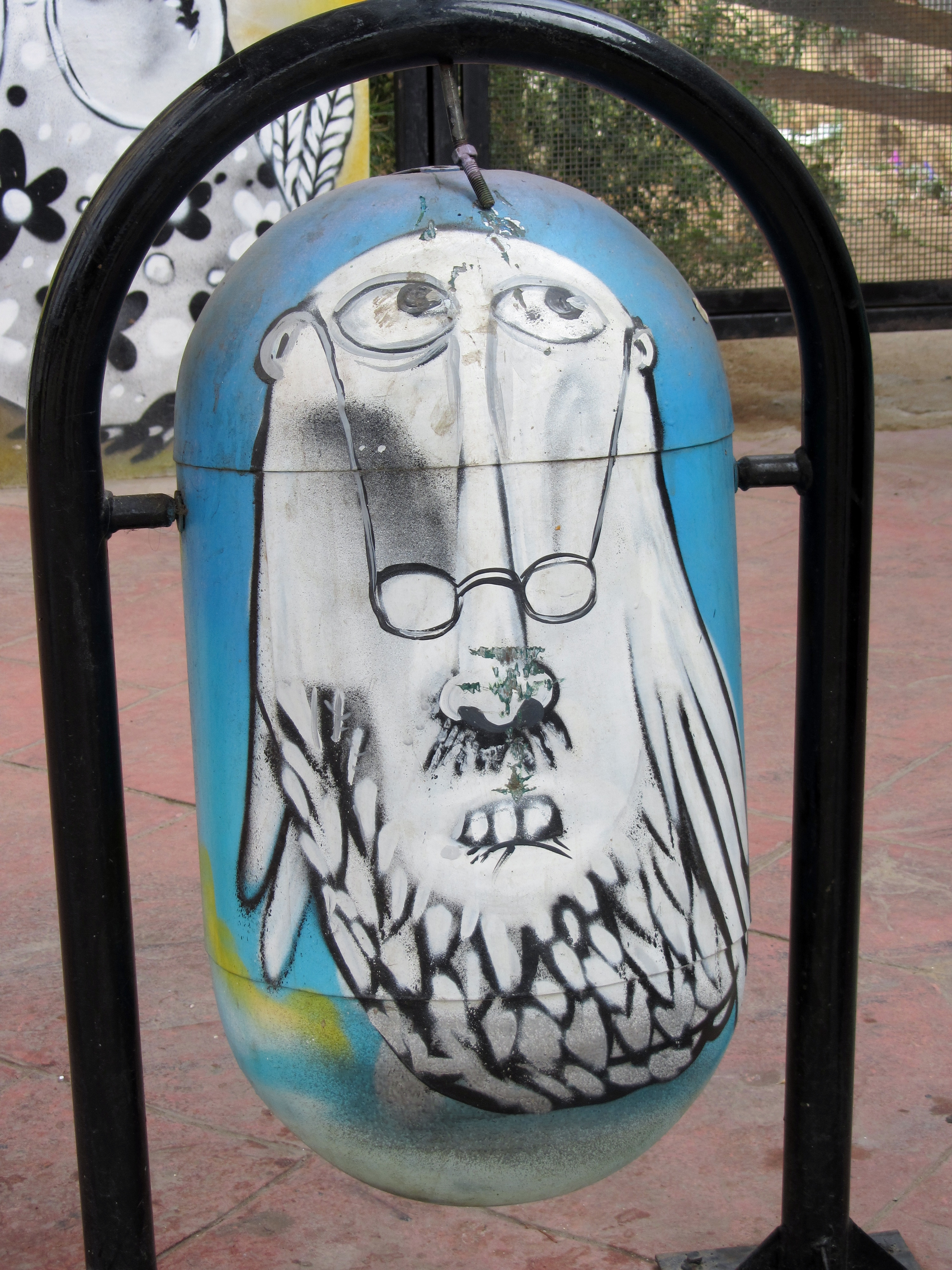
Pajarón
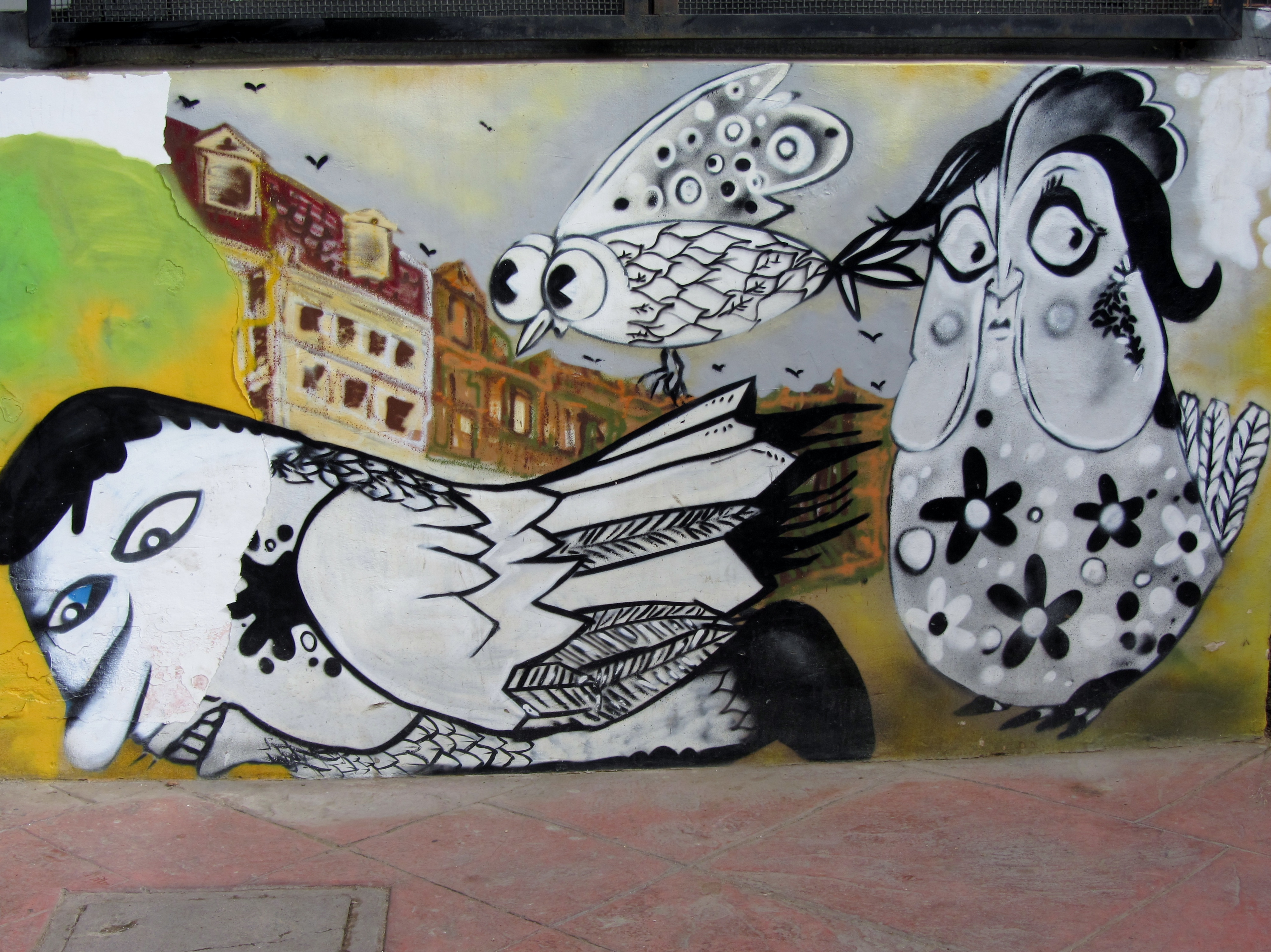
Gallo vaca, gallo sapo, gallo colipato
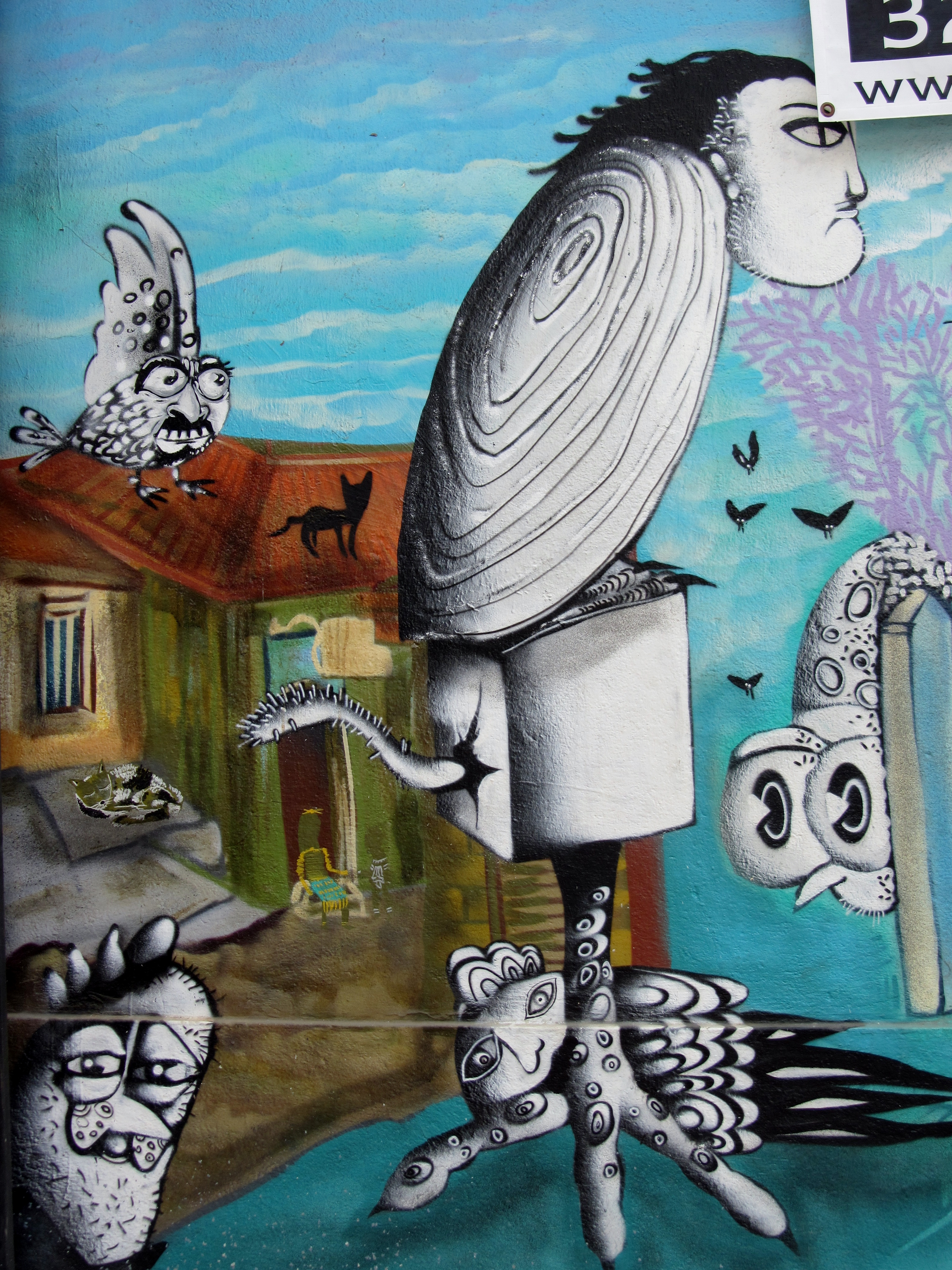